# 정순석 (법조인)
정순석(鄭順錫, 1900년~1979년)은 대한민국 제6대 검찰총장이다. 
1956년 7월 6일 ~ 1958년 3월 10일까지 대한민국 제6대 검찰총장을 지냈다.   